# Frank Lundy
Pour les articles homonymes, voir Lundy.
L'agent spécial Frank Lundy est un personnage de la série télévisée Dexter. C'est un chasseur de tueurs en série et il passe la majeure partie de son temps à les traquer à travers les États-Unis. Lors de ses déplacements à Miami, il enquête notamment sur les affaires du Boucher de Bay Harbor (saison 2) et du Tueur de la trinité (saison 4).

## Personnalité
Franck Lundy est âgé de 60 ans dans la saison 4. Il est un homme intelligent, perspicace et relativement solitaire. Il est veuf, son épouse étant morte d'un cancer, et a une fille. Il est amateur de musique classique. Son but est de retrouver des serial killers à travers les États-Unis et de les faire enfermer. Il parvient à découvrir et à exploiter des preuves que la police n'a pas trouvées. Quand il commence une enquête dans une ville, il veille à intégrer dans son équipe les meilleurs éléments de la police locale.
Ayant envoyé derrière les barreaux plusieurs tueurs, Lundy est très respecté par ses collègues.

## Le Boucher de Bay Harbor

### Lundy à Miami
Frank Lundy est envoyé à Miami pour résoudre une affaire importante : des corps découpés d'hommes et de femmes ont été retrouvés dans la mer, à proximité du port de la ville. Les victimes seraient des personnes au passé douteux et ayant commis des meurtres jamais condamnés par la justice. Afin de trouver ce "justicier", Lundy intègre à son équipe les meilleurs éléments de la Police de Miami. Ainsi, Debra Morgan entre au service de l'agent spécial.

### La piste de James Doakes
Lundy et ses hommes déduisent que le bateau du Boucher ne peut se trouver qu'à trois sites différents du Port de Miami. Ainsi, ces trois endroits s'apprêtent à être contrôlés, mais le tueur, qui n'est autre que Dexter Morgan, parvient à déjouer les plans des agents. 
Puis, la police découvre que James Doakes pourrait être impliqué dans l'affaire. Les autorités se mettent à sa recherche, mais il est tué dans l'explosion de la cabane où il était détenu par Dexter. L'enquête se conclut ainsi, Doakes étant considéré coupable des meurtres.

### Relation avec Debra Morgan
Durant l'enquête, Lundy et Debra commencent à se rapprocher. Au bout d'un moment, leur relation devient sérieuse. Mais l'affaire du Boucher de Bay Harbor étant considérée comme close, Lundy doit retourner dans d'autres villes, traquer d'autres tueurs. Ainsi, les deux amoureux se séparent.

## Tueur de la trinité

### Le retour de Lundy
Frank Lundy est à la retraite quand il retourne à Miami, pour poursuivre une enquête qu'il n'a jamais achevée. Depuis 30 ans, il a observé des cycles de trois meurtres. L'assassin opère à chaque fois selon le même mode :
- La première victime du cycle est toujours une jeune femme célibataire que l'on retrouve morte dans une baignoire, l'artère fémorale tranchée.
- La seconde victime du cycle est toujours une femme mère de deux enfants et mariée. Le tueur la contraint à sauter du haut d'un bâtiment et la police conclut toujours à un suicide.
- La troisième victime du cycle est toujours un homme père de deux enfants. On le retrouve le crâne fracassé par un marteau.

Ces meurtres sont commis dans des villes différentes à chaque fois : Miami, Saint-Paul, Denver... Puisqu'il opère par cycles de trois, Lundy surnomme son gibier Tueur de la trinité.
Lorsqu'un meurtre est commis dans une baignoire à Miami dans les mêmes circonstances qu'un autre meurtre ayant eu lieu 30 ans plus tôt (même maison, même baignoire, même catégorie de victime), Lundy est persuadé que Trinité est de retour en ville. Il se rend alors sur les lieux du crime et rencontre Dexter Morgan. Il lui expose sa thèse à propos de Trinité et Dexter semble intéressé par ces crimes.

### La chasse à l'homme
Étant à la retraite, Lundy n'a plus les mêmes moyens d'investigation que jadis. Mais il peut compter sur l'aide de son ex-petite amie, Debra Morgan. Celle-ci est persuadée que Tueur de la trinité existe bien et que les liens entre ses crimes sont réels. Mais personne d'autre à la Police de Miami ne veut croire aux soupçons de Lundy, hormis peut-être Dexter. Cependant, ce dernier ne compte pas travailler avec Lundy et préfère agir seul.
Debra doit donc passer son temps libre à travailler sur l'affaire du Tueur de la Trinité avec Frank Lundy. Les hypothèses de Lundy se confirment lorsqu'une mère de famille est retrouvée morte, à la suite d'une chute du haut d'un bâtiment. Ce bâtiment est le même où, 30 ans plus tôt, une autre femme avait été tuée de la même façon. Quinn et les autres agents pensent à un suicide, mais Dexter, Debra et Lundy savent qu'ils se rapprochent de la piste du tueur.
Afin d'intercepter Trinité, Lundy part en reconnaissance près d'un immeuble où, 30 ans plus tôt, un père de famille a été tué par des coups de marteau. Selon la logique du cycle, le dernier meurtre devrait avoir lieu dans cet immeuble dans les jours à venir et Lundy espère coincer l'assassin à ce moment-là. Mais pendant qu'il rapporte ses hypothèses à son dictaphone, Arthur Mitchell, alias Tueur de la trinité, reconnaît en Lundy un adversaire dangereux et le bouscule devant l'immeuble.
Après l'incident, Lundy décrit l'homme à son dictaphone : grand, la cinquantaine, yeux bleus. Au fond de lui, il soupçonne cet homme. Ces soupçons sont parfaitement fondés, mais c'est sans compter la présence de Christine Hill, la fille de Mitchell, qui a vu Lundy avec son père.

### Nouvelle relation avec Debra Morgan
Au début de la saison 4, Debra est en couple avec Anton Briggs, un indicateur de la Police de Miami. Mais quand elle travaille à nouveau avec Lundy à propos de l'affaire du Tueur de la trinité, elle se rapproche de son ex-compagnon. Celui-ci affirme d'ailleurs à Debra qu'il a toujours des sentiments pour elle et qu'il est heureux d'être à Miami.
Et Debra, elle, est toujours amoureuse de Frank Lundy. C'est ce qu'elle lui prouvera un soir, lorsqu'elle vient chez lui et l'embrasse soudainement...

### Décès
À la fin de cette soirée, les deux amoureux sortent de l'appartement de Lundy. Debra et lui sont sur le parking. Elle s'apprête à prendre sa voiture pour rentrer chez elle. Mais un coup de feu retentit. Debra s'effondre, blessée au ventre. Lundy n'a pas le temps de réagir que deux autres balles le visent. Il tombe également, mortellement blessé. Son regard se pose sur celui de Debra, qui ne peut rien faire pour empêcher la mort de son amant.
Le décès de Lundy est constaté le lendemain matin par les policiers de Miami.